# جامعة شانغهاي جياو تونغ
جامعة شانغهاي جياو تونغ (بالإنجليزية: Shanghai Jiao Tong University)‏ هي إحدى الجامعات البحثية الحكومية في جمهورية الصين الشعبية وهي التي تصدر التصنيف الأكاديمي العالمي للجامعات.

## الاسم
يعني اسم جياو تونغ بالصينية «التواصل» أو «الاتصالات» ولذلك لأنّها كانت في البداية تابعة للهيئة الرسمية الخاصة بالاتصالات والتلغراف في الصين، ولكنّ هذا لمعنى لا يظهر حاليًا في اسم الجامعة التي باتت جامعة تدرس العديد من التخصصات في كافة مجالات المعرفة.

## حقائق عن الجامعة
مرت الجامعة في العديد من المراحل منذ تأسيسها كمدرسة في العام 1896 إلى أن أصبحت جامعة بعد انتهاء الحرب الأهلية الصينية عام 1952 بعد أن رأت الحكومة الشيوعية ضرورة بناء جامعات حكومية على طراز الجامعات التقنية المتخصصة في دول الاتحاد السوفييتي. وتتكون الجامعة في الوقت الحالي من 20 كلية وكلية للدراسات العليا. وتقدم الجامعة 60 برنامجاً أكاديمياً في مرحلة البكالوريوس و 179 برنامجاً في مرحلة الماجستير، و 22 تخصصاً و 143 تخصصاً فرعياً في الدكتوراه، 23 برنامجاً في مراحل ما بعد الدكتوراه وغيرها من البرامج الأكاديمية المتخصصة. ويصل عدد الطلبة الملتحقين في الجامعة بدوام كامل إلى 38,000 طالب، منهم 19,432 طالبا في مرحلة البكالوريوس و 13,628 في مرحلة الماجستير والدكتوراه، و 2080 طالبا وافداً.
ويدرس في الجامعة ما يزيد على 1420 أستاذاً وأستاذاً مشاركاً.

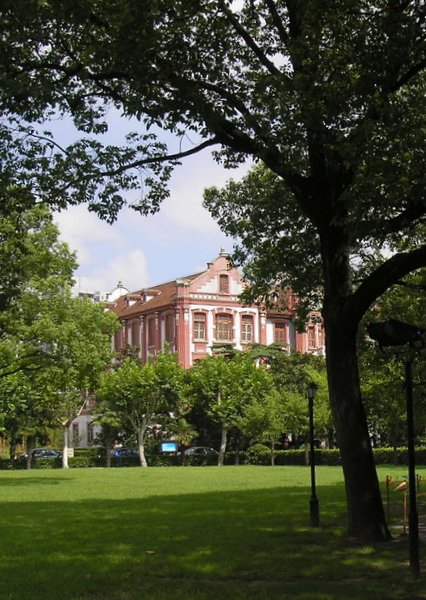
مكتبة الجامعة

## التصنيف الأكاديمي لجامعات العالم
تصدر جامعة شانغهاي جياو تونغ منذ العام 2003 التصنيف الأكاديمي لجامعات العالم، وهو أحد المشاريع المتميزة التي تسعى الجامعة من خلاله إلى تحليل المستوى الأكاديمي في الجامعات حسب كفاءة أعضاء هيئة التدريس (40%) والمنتج البحثي (40%) ونوعية التعليم (10%) والأداء في مقابل الحجم (10%). وهذا التصنيف مختص بالجامعات ذات الطبيعة البحثية على مستوى العالم، وخاصة في العلوم الطبيعية.

## وصلات خارجية
الموقع الرسمي للجامعة
معهد شنغهاي للخلايا الجذعية